# Acanthopsyche subatrata
Acanthopsyche subatrata är en fjärilsart som beskrevs av Igor Kozhanchikov 1956. Acanthopsyche subatrata ingår i släktet Acanthopsyche och familjen säckspinnare. Inga underarter finns listade i Catalogue of Life.